# Vytautas Gapšys

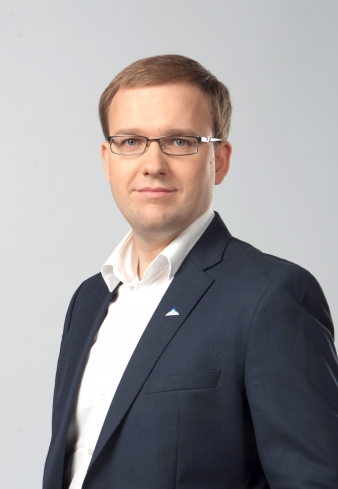
Vytautas Gapšys

Vytautas Gapšys (*  25. Januar 1982 in Kėdainiai) ist ein ehemaliger litauischer liberaler Politiker, Seimas-Vizepräsident (2012–2013).

## Leben
Nach dem Abitur 2000 an der Mittelschule „Atžalynas“ Kėdainiai absolvierte Gapšys von 2000 bis 2004 das Bachelorstudium der Rechtswissenschaften sowie von 2004 bis 2006 das Masterstudium des Völkerrechts an der Mykolo Romerio universitetas (MRU) in Vilnius. 2003 studierte er in  Belgien an der Universität Gent im ERASMUS-Programm.
Von 2003 bis 2005 leitete Gapšys die Jugendorganisation „Darbas“. Seit 2008 ist er Mitglied des Seimas, wo er im Rechtsausschuss bis 2012 tätig war. Vom November 2012 bis Oktober 2013 war er erster stellvertretender Vorsitzender des Seimas. Er war auch Oppositionsführer.

## Amtsenthebungsverfahren
2016 wurde das Amtsenthebungsverfahren gegen  Gapšys eingeleitet, da dieser  wegen betrügerischer Buchführung verurteilt wurde. Das Verfassungsgericht Litauens bewertete jedoch die Handlungen von Gapšys bis zum Amtseid eines Seimas-Mitglieds nicht, die Amtsenthebung stagnierte, und der Parlamentarier trat selbst später zurück. Später wurde er vom Gericht verurteilt.

## Familie
Gapšys ist verheiratet. Mit seiner Frau Justė hat er einen Sohn und eine Tochter.